# Авакимов, Иван Михайлович
Иван Михайлович Авакимов (1894, Ереван — 1985, Монморанси близ Парижа) — ротмистр, участник Первой мировой и гражданской войн. Белый эмигрант. Председатель Главного правления Союза русских военных инвалидов, по национальности армянин.

## Биография
Выпускник Эриванского реального училища. Поступил в Высший коммерческий институт в Москве. После второго курса поступил в Тверское кавалерийское училище, из которого вышел в Амурский 1-й казачий полк. В его составе провёл всю Первую мировую войну. Был ранен. Имел награды.
Поручик 5-го гусарского полка. В Донской армии в Зюнгарском (80-м) калмыцком конном полку, затем в Александрийском гусарском полку. Ротмистр (к январю 1920).
Участник Гражданской войны. Воевал в рядах Добровольческой армии. Удостоен Ордена Св. Владимира IV степени (31 января 1919).
Эвакуировался из Крыма в Константинополь, оттуда переехал в Чехословакию. Там поступил в Политехнический институт.
В 1924 г. уехал в Париж, работал шофёром такси. Был членом Общества русских шоферов.
В 1946 г. вступил в Союз русских военных инвалидов. С 1961 — член Главного правления Зарубежного Союза русских военных инвалидов, заведовал финансовой частью Союза. С 1962 — председатель ревизионной комиссии парижского отдела Союза русских военных инвалидов. С 1980 — председатель Союза русских военных инвалидов.
Умер в Доме для престарелых в Монморанси под Парижем. Похоронен на местном кладбище.